# Antrocephalus nigripennis
Antrocephalus nigripennis är en stekelart som beskrevs av Cameron 1904. Antrocephalus nigripennis ingår i släktet Antrocephalus och familjen bredlårsteklar. Inga underarter finns listade i Catalogue of Life.